# Alberto Grossetti
Alberto Grossetti (Castel San Giovanni, 22 dicembre 1946) è un ex calciatore italiano, di ruolo terzino o centrocampista.

## Carriera

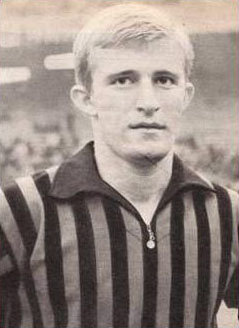
Grossetti al Milan

Grossetti ha iniziato a giocare nella Castellana per poi passare nelle giovanili del Milan. Nel 1965 è passato in prima squadra ed ha esordito in occasione di Milan-Strasburgo 1-0, gara valida per l'andata del primo turno di Coppa delle Fiere 1965-1966. Nel corso della stagione è sceso in campo in 4 occasioni, sempre in Coppa delle Fiere.
Nel 1966 è passato in prestito al Lecco, con cui ha debuttato nella massima serie collezionando 5 presenze; a fine stagione i lariani retrocedono in Serie B. Nel 1967 viene prestato al Perugia in Serie B e poi nel 1968 al Catania, ancora in Serie B.
Nel mese di ottobre 1969 è ritornato al Milan, con cui ha disputato un'unica partita in campionato, contro il Torino, prima di ritornare nel campionato cadetto l'anno seguente firmando per il Novara.
Dopo due stagioni a Novara, nel 1972 è ritornato in Serie A nelle file della Ternana. Anche in questa occasione non è riuscito ad essere tra i titolari in massima serie, disputando 5 partite. L'anno seguente si è trasferito in Serie C al Monza con cui ha vinto la Coppa Italia Semiprofessionisti e dove ha chiuso la carriera nel 1974.
In carriera ha totalizzato complessivamente 11 presenze in Serie A e 105 presenze e 7 reti in Serie B. Ha ottenuto una presenza nella Nazionale di calcio italiana Under-21, disputando nel 1967 un incontro contro i pari età della Jugoslavia.

## Palmarès
- Coppa Italia Semiprofessionisti: 1

Monza: 1973-1974
- Coppa Intercontinentale: 1

Milan: 1969